# حمض السيرنجيك

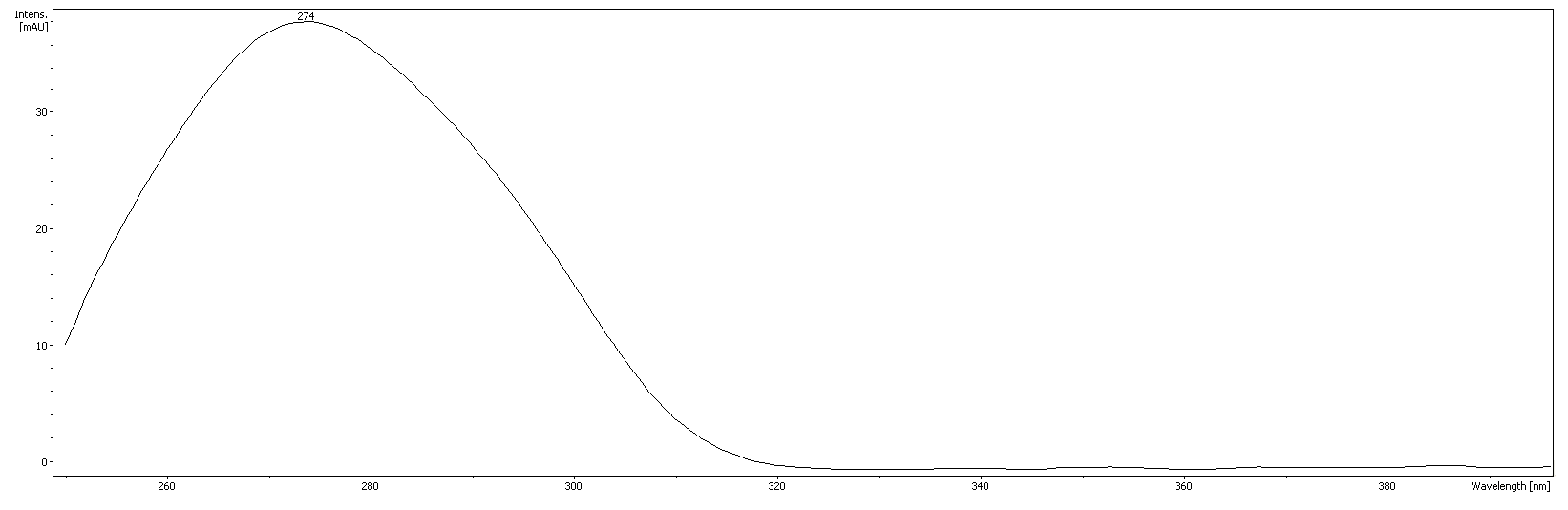
طيف فوق البنفسجية المرئي لحمض السيرنجيك.

حمض السيرنجيك هو مركب كيميائي فينولي عضوي طبيعي وثنائي ميثوكسي بنزين يوجد بشكل شائع كمستقلب نباتي. يوجد في نبات أرديسيا الإهليلجية.

## التطبيقات
يمكن بلمرة حمض السيرنجيك إنزيمياً. وقد وجدت دراسات مختلفة أن حمض السرنجيك له خصائص مفيدة محتملة مثل مضادات الأكسدة، ومضادات الميكروبات، ويحارب الالتهاب، والسرطان، ومرض السكري.